# Rhyscotoides legrandi
Rhyscotoides legrandi là một loài chân đều trong họ Rhyscotidae. Loài này được Johnson miêu tả khoa học năm 1956.